# Церковь Святого Первомученика Стефана (Крушевац)
Церковь Святого Первомученика Стефана (серб. Црква Светог првомученика Стефана), также известна как Лазарица, — православная церковь в городе Крушевац в Сербии. Расположена в Крушевацкой крепости. Принадлежит Крушевацкой епархии Сербской православной церкви. Памятник культуры Сербии исключительного значения.
Храм был возведён между 1377 и 1380 годами князем Лазарем Хребеляновичем как придворная церковь в недавно построенном городе Крушеваце. Храм построен в раннем моравском стиле и считается одним из первых его образцов. Горизонтальные ряды тесанного камня чередуются с тремя рядами кирпича. Над притвором надстроена колокольня. Церковь была расписана Андрой Андреевичем в 1737—1740 годах. В XIX веке после освобождения Крушеваца от турок храм был реставрирован и перестроен. Иконостас был написан в 1844 году художником Живко Павловичем. Первоначальный вид церкви был восстановлен Пере Поповичем в 1904—1908 годах.

## Священники
Ниже приведён список священников, служивших в церкви с 1833 по 1990 год, с годами их службы:
1. Милован Протич, протоиерей, 1833—1843
2. Павле Величкович, 1837—1848
3. Теодор (Тодор) Стефанович, 1837—1859
4. Димитрие Стефанович (или Станкович), 1837—1838(?)
5. Милич Джурджевич, 1838—1840
6. Теодор (Тодор) Евтич, 1838—1841
7. Иоанн (Йован) хаджи Попович, 1841—1843
8. Стойко Илич, 1843—1860
9. Благое Георгиевич (Джорджевич),1844-1862
10. Иосий Попович, протоиерей, 1844—1871
11. Симеон Теодорович, 1845—1851
12. Симеон Павлович, 1845—1847
13. Милосав Михаилович, 1851—1853
14. Аксентие Протич, 1855—1913
15. Крста Новакович, 1863—1901
16. Тодор Николич, 1856—1864
17. Стеван Петрович, 1860—1901
18. Стеван Протич,1863-1890
19. Стеван Марьянович, 1864—1885
20. Величко Симич, 1878—1885
21. Сава Петрович, 1886—1887
22. Спиридон Копривица, 1889—1895
23. Сибин Джорич, 1895—1901
24. Спасое Томич, 1890—1918
25. Антоние Попович, 1888—1915
26. Душан Попович, 1900—1905
27. Петар М. Николич, 1906—1915
28. Душан Весич, 1911—1945
29. Милан Нешич. 1911—1938
30. Хранислав Попович, 1920—1949
31. Михайло Стоянович, 1915—1918
32. Михайло Тасич, 1939—1972
33. Влайко Миладинович, 1947—1974
34. Живан Савич, 1946—1972
35. Живоин Стоянович, 1972—1977
36. Станое Урошевич, 1972—1980
37. Радомир Марич, 1973—1990
38. Миодраг Йолич, 1978—1989
39. Александар Милойкович, 1981—1996